# Melanospora karstenii
Melanospora karstenii är en svampart som beskrevs av Arx & E. Müll. 1954. Melanospora karstenii ingår i släktet Melanospora och familjen Ceratostomataceae.   Inga underarter finns listade i Catalogue of Life.